# Eugen Chirnoagă
Eugen Chirnoagă (n. 24 martie 1891, Poduri, județul Bacău – d. 14 iunie 1965) a fost un chimist român, profesor universitar și rector al Universității Politehnica din București, înlăturat din funcție din motive politice în 1945.  

## Biografie
S-a născut în comuna Poduri, județul Bacău. Urmează liceul la Bacău și Iași, continuându-și studiile superioare la Facultatea de Fizico-Chimice din București. A fost cel mai iubit student al academicianului prof. dr. Constantin I. Istrati.
Studiază apoi în Anglia, la Londra (3 ani), de unde primește doctoratul în fizico-chimice (în această perioadă este ales Președinte al „Asociației Studenților Străini”), după care pleacă la cursuri de specializare în Suedia, la Universitatea din Upsala.
A fost șef de lucrări la catedra cercetătorului, prof. univ. Gheorghe G. Longinescu. În 1931, este numit prin concurs titular al catedrei de chimie industrială în cadrul Școlii Politehnice din București, iar din 1932 este desemnat la catedra de chimie analitică în cadrul aceleiași Politehnici.
În anul 1940, este numit rector al Universității Politehnica din București în locul profesorului Nicolae Vasilescu-Karpen, fiind succedat în 1941 de profesorul Constantin C. Teodorescu.
Mare om de știință, în studiile sale a fost preocupat în general de problemele catalizei. A publicat numeroase studii de specialitate în revistele de știință românești și străine: Buletinul Chimiei Pure și Aplicate (1931), Buletinul de Matematică și Fizică al Școlii Politehnice din București (1932-1936), Natura Zeitschrift (Germania) și multe altele.
A fost membru corespondent al Academiei de Științe din România din 21 decembrie 1935 și membru titular din 3 iunie 1941
Din 1937 a făcut parte din Comandamentul de Conducere al Asociației „Prietenii Legionarilor". Condamnat de regimul comunist, a intrat și el în temniță alături de ceilalți fruntași ai țării considerați "indezirabili" de noua conducere. La data de 17 mai 1945, Eugen Chirnoagă a fost înlăturat din  învățământ de Comisia de Epurare.
S-a stins din viață la 14 iunie 1965.

## Lucrări
- Descompunerea catalitică a soluțiilor de hipoclorit de sodiu de către oxizii metalici fin divizați, Journal of the Chemical Society, 1926, p. 1693-1703
- Greutatea moleculară a hemocianinei, Journal of the American Chemical Society, 1928, 50 (5), pp 1399–1411
- O metodă chimică pentru prepararea hidrosoluției carboxilice, Journal of the Chemical Society, 1928, p. 298 - 301
- Titrarea iodului față de iodură și iodat, Analytical and Bioanalytical Chemistry, vol. 94, no. 7, pp. 252–255, 1933
- O nouă metodă de producere a MnO2 coloidal, Colloid and Polymer Science, vol. 68, no. 3, pp. 298–300, 1934
- Culoarea și natura soluțiilor de iod în diferiți solvenți, Zeitschrift für anorganische und allgemeine Chemie Vol 218, Nr. 3,  p 273–300, 1934
- Titrarea iodurilor, în prezența sau absența clorurilor și bromurilor cu iod ca indicator, Fresenius Journal of Analytical Chemistry, vol. 102, no. 9, pp. 339–342, 1935
- Noi indicatori pentru titrări argentometrice, Analytical and Bioanalytical Chemistry (Fresenius Zeitschrift für Analytische Chemie), Vol 101, Nr.1-2, p. 31-38, 1935
- Separarea simplificată și metoda de detecție a cationilor din grupa a doua de elemente, Fresenius Journal of Analytical Chemistry, vol. 104, no. 9, pp. 356–358, 1936
- Procedeul de separare a staniului de cupru utilizat în analiza bronzului, Analytical and Bioanalytical Chemistry, vol. 120, no. 3, pp. 88–94, 1940
- Lucrari practice de analiză cantitativă: curs de Eugen Chirnoagă, București, Editura Politechnicei, 1939
- O metodă de determinare a arsenului trivalent, singur sau în prezența antimoniului cu azotat de argint, Analytical and Bioanalytical Chemistry, vol. 120, no. 1, pp. 9–15, 1940

## Citări ale lucrărilor sale
- E. Matijević, B. Zorić: Despre efectele de coagulare și precipitare a arseniatului de argint în apă și amestecuri de apă-etanol Colloid and Polymer Science - COLLOID POLYM SCI , vol. 161, no. 2, pp. 97-107, 1958